# 丘の上のジョニー
『丘の上のジョニー』（おかのうえのジョニー）は宝塚歌劇団のミュージカル作品。雪組公演。
併演作品は『センセーション!』。

## 解説
※『宝塚歌劇100年史（舞台編）』の宝塚大劇場公演のページを参照
石坂洋次郎原作の「陽のあたる坂道」の舞台を1930年代のアメリカ・ボストンに置き換えた作品。女子大生のクリスティーンが家庭教師として訪れたマーガレット家には三人の子供がいた。医学生のアラン、画家志望のジョニー、足の不自由な高校生のスージー。しかしジョニーだけ母親が違っていた。そうすると、崩壊しやすい運命を持ちながら、それを乗り越えて逞しく生きていくジョニーを中心に、若者たちの青春の姿を描いている。

## 公演期間と公演場所
- 1978年6月30日 - 8月8日[2]（第一回・新人公演：7月11日[3]、第二回・新人公演：7月20日[3]）　宝塚大劇場
- 1978年11月2日 - 11月27日[4]（新人公演：11月12日[3]）　東京宝塚劇場

## 主な配役
※役名の「（）」は原作の登場人物に相当
- ジョニー（信次） - 汀夏子[3]（第一回・新人公演(宝塚)と新人公演(東京)：千城恵[3]、第二回・新人公演(宝塚)：山城はるか[3]）
- クリスティーン（たか子） - 城月美穂[3]（第一回・新人公演(宝塚)：五條愛川[3]、第二回・新人公演(宝塚)と新人公演(東京)：四季乃花恵[3]）
- アラン（雄吉）- 麻実れい
- トミー（民夫）- 尚すみれ
- スージー（くみ子）- 東千晃

## 主な楽曲
- 丘の上のジョニー

## 宝塚大劇場公演のデータ
形式名は「石坂洋次郎「陽のあたる坂道」より ミュージカル・プレイ」。18場。

### スタッフ
- 翻案・脚本・演出：菅沼潤[2]
- 作曲[5]・編曲[5]：吉崎憲治、入江薫
- 編曲[5]：中井光晴、橋本和明
- 音楽指揮：橋本和明[5]
- 振付[5]：羽山紀代美、県洋二
- 装置：関谷敏昭[5]
- 衣装：任田幾英[5]
- 照明：今井直次[6]
- 音響：松永浩志[6]
- 小道具：上田特市[6]
- 効果：坂上勲[6]
- 合唱指導：十時一夫[6]
- 演出助手[6]：三木章雄、中村暁
- 制作：橋本雅夫[6]